# Zweckzuwendung
Eine Zweckzuwendung ist eine Vermögensübertragung, die mit der Auflage verbunden ist, diese Zuwendung zugunsten eines bestimmten Zwecks zu verwenden (§ 8 Erbschaftsteuergesetz). Die Übertragung kann aus Anlass des Todes (Erbfall) oder als freigebige Zuwendungen unter Lebenden (Schenkung) erfolgen. Die Zweckzuwendung setzt einen endgültigen Verzicht auf die für den Zweck bereitgestellten Vermögensgegenstände voraus.

## Deutschland
Die Zweckzuwendung gilt innerhalb der Erbschaft- und Schenkungsteuer als ein steuerpflichtiger Tatbestand. Eine (steuerbefreite) Ausnahme ist gegeben für Zuwendungen, die ausschließlich gemeinnützigen Zwecken gewidmet sind, sofern die Verwendung zu dem bestimmten Zweck gesichert ist (§ 13 Nr. 17 ErbStG).

## Rechtsquellen
- § 4 ErbStG-AT